# Дзаннони, Фермо
Фе́рмо Дзанно́ни (итал. Fermo Zannoni; 10 августа 1862, Соланья, Венеция — 1 февраля 1896, Рио-де-Жанейро) — итальянский шахматист, двукратный неофициальный чемпион Италии. Считается чемпионом страны с 1883 по 1892 гг.

## Биография
Получил степень доктора медицины. Записался добровольцем в военно-морской флот. Служил в Венеции в должности врача второго класса. В 1883 году был повышен до первого класса и отправлен на архипелаг Ла-Маддалена. После возвращения в Венецию получил назначение на крейсер «Ломбардия», отправлявшийся с научной экспедицией к берегам Южной Америки.
Во время стоянки в порту Рио-де-Жанейро заболел желтой лихорадкой и через некоторое время скончался в карантинном лазарете на Большом острове.
К. Сальвиоли считал Дзаннони самым сильным шахматистом Италии XIX века после С. Дюбуа. Сальвиоли характеризовал стиль игры Дзаннони как «холодный, бесстрастный, осторожный, осмотрительный». Он писал, что Дзаннони умел подолгу ждать ошибок соперника. Сальвиоли считал, что Дзаннони — единственный итальянский шахматист конца XIX века, который мог выступать на международной арене.
Дзаннони также известен как шахматный журналист и литератор. Он редактировал шахматный отдел в падуанской газете «La Sfinge di Antenore» и сотрудничал с журналом «Nuova Rivista degli scacchi».

## Спортивные результаты
| Год  | Город   | Соревнование            | + | − | = | Результат | Место |
| ---- | ------- | ----------------------- | - | - | - | --------- | ----- |
| 1881 | Венеция | 3-й национальный турнир |   |   |   |           | 2     |
| 1883 | Венеция | 4-й национальный турнир |   |   |   |           | 1     |
| 1886 | Рим     | 5-й национальный турнир |   |   |   |           | 1     |